# ADES

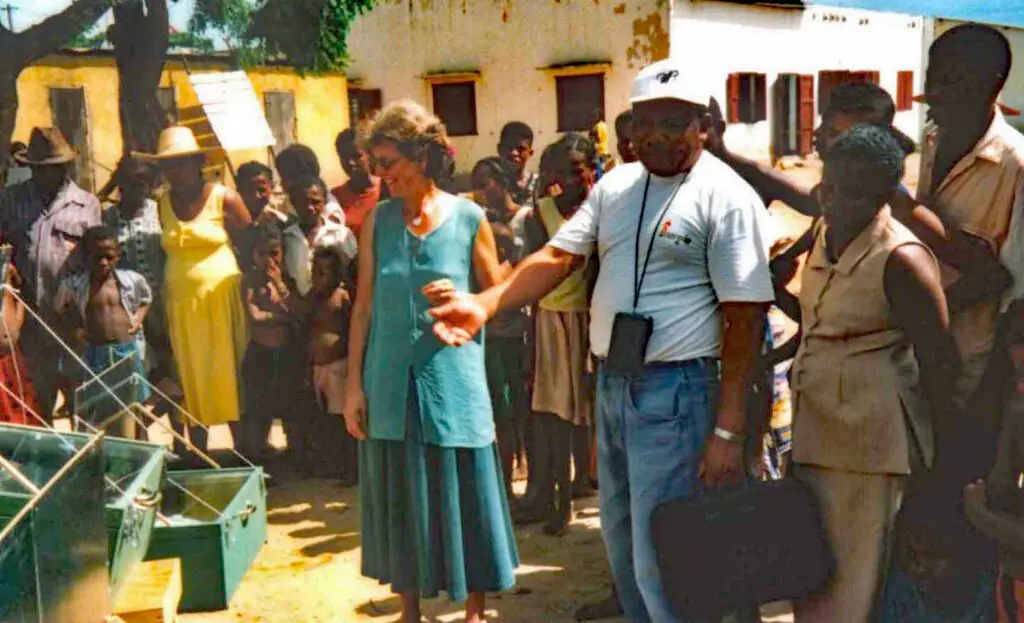
ADES Gründerin Regula Ochsner und Daniel Ramampiherika 2001

ADES – Association pour le Développement de l’Energie Solaire Suisse – Madagascar ist eine Schweizer NGO, die sich seit 2001 für den Erhalt der Wälder in Madagaskar einsetzt. Mit dem Vertrieb von Solar- und Energiesparkochern vermindert ADES den Bedarf an Holz und Holzkohle. Begleitet wird die Kocherproduktion durch Bildungs- und Wiederaufforstungsprojekte. ADES orientiert sich dabei an den Zielen für nachhaltige Entwicklung der Vereinten Nationen. Gemäss „The Gold Standard“ hat die Arbeit von ADES positiven Einfluss auf 10 der 17 SDG Ziele für nachhaltige Entwicklung. Im Jahr 2021 erhielt ADES an den .ORG Impact Awards die Auszeichnung als internationale .ORG of the Year 2021 und gewann zusätzlich die Kategorie Overcoming Climate Change. Im Jahr 2022 wurde ADES an der University of Pennsylvania als eine Gewinnerorganisation des Lipman Family Prize ausgezeichnet.

## Der Verein
Am 23. März 2001 wird der Verein (Schweiz) ADES in Ottenbach ZH gegründet. ADES Gründerin Regula Ochsner war von 1972 bis 1975 als Entwicklungshelferin in Toliara im Süden Madagaskars. Als sie 1998 mit ihrer Mutter Ruth Ochsner das Land besuchte, war sie bestürzt über die rasch fortschreitende Entwaldung. Regula und Ruth Ochsner entschieden, sich nach Kräften für den Erhalt des Walder in Madagaskar einzusetzen. Bei der Gründungsversammlung wurde Regula Ochsner zur ersten Vereinspräsidentin gewählt. Der Verein ist seit dem Jahr 2018 mit dem Gütesiegel der Schweizer Stiftung Zewo zertifiziert.

## Arbeitsweise

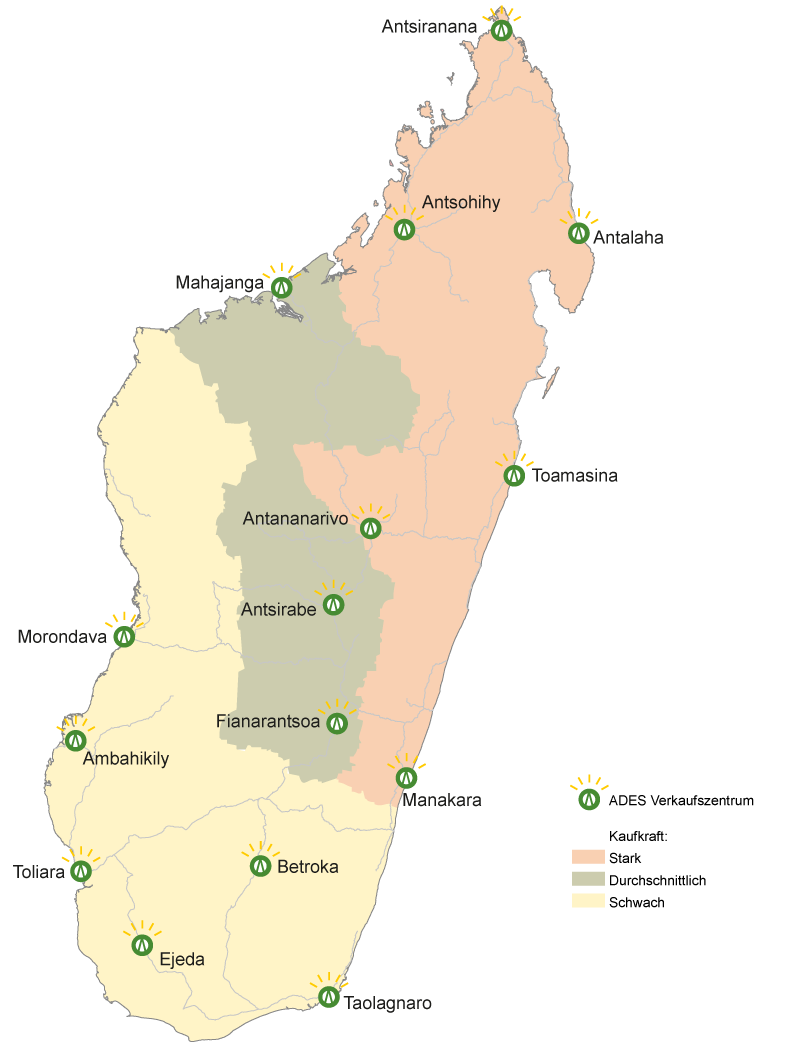
ADES Standorte in Madagaskar

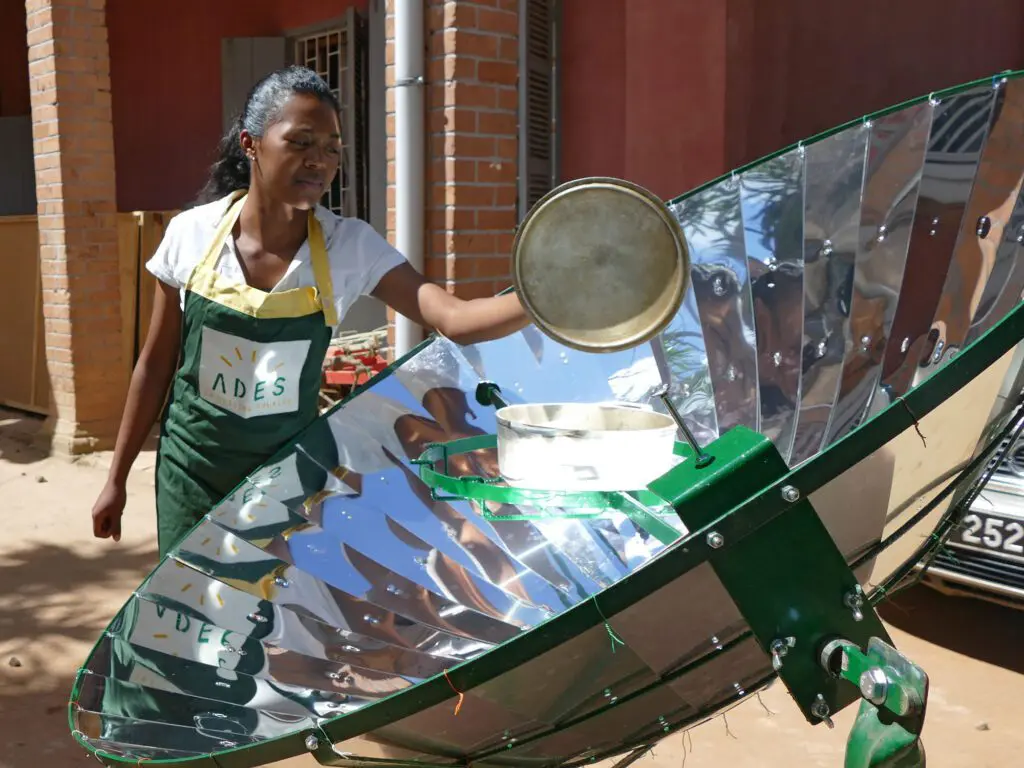
ADES Parabol-Solarkocher

Nachdem sich ADES in den ersten Jahren auf die Produktion von Solarkochern konzentrierte, integrierte die Organisation im Laufe der Jahre neue Aufgabengebiete in ihre Tätigkeit. Heute verfolgt ADES einen Drei-Säulen-Ansatz. Auf dem Fundament sozialer Grundwerte und mit dem Ziel des Erhalts des Waldes und der Lebensgrundlagen Madagaskars umfassen die drei Säulen der Aktivitäten:
- Solar- und Energiesparkocher
ADES Solar- und Energiesparkocher senken den Holz- und Kohleverbrauch signifikant. Solarkocher erhitzen die Speisen nur mit der Kraft der Sonne. Energiesparkocher reduzieren den Verbrauch von Brennstoffen je nach Gebrauch um 50 bis 80 Prozent.
- Bildung und Sensibilisierung
Für eine langfristige Verbesserung der Situation in Madagaskar erreicht ADES mit Bildungs- und Sensibilisierungsmassnahmen ein sensibleres Verhalten der Bevölkerung gegenüber der Natur. Wiederverkaufende werden dabei begleitet, sich eine finanzielle Existenz aufzubauen. Speziell ausgebildete Mitarbeitende vermitteln Schulkindern Umweltunterricht und befähigen Lehrpersonen, Umweltunterricht selbst in ihren Unterricht zu integrieren.
- Aufforstung
ADES forstet an sechs Standorten Madagaskar auf (Stand 2022). Ein Fokus liegt auf der Region Ejeda, in der Projekte zusammen mit lokalen Dorfgemeinschaften verwirklicht werden. Im Hochland und an weiteren Standorten arbeitet ADES unter anderem Aufforstungs-Partnerorganisationen zusammen. Im Jahr 2022 wurden mehr als 190'000 Bäume aufgeforstet.

## Organisation
ADES ist als Verein (Schweiz) organisiert und die Mitgliederversammlung stellt das höchste Organ dar. Der unentgeltlich arbeitende Vereinsvorstand bestimmt die strategische Ausrichtung und setzt die Geschäftsleitung ein. ADES unterhält eine Geschäftsstelle in Mettmenstetten. Die Aufgaben der Geschäftsstelle umfassen die operative Leitung, die Finanzierung des Gesamtprojekts sowie Kommunikation und Sensibilisierung in der Schweiz und anderen Ländern. Die Direktion Madagaskar ist direkt der Geschäftsleitung in der Schweiz unterstellt. Sie führt im Auftrag des Vereins ADES die operative Tätigkeit in Madagaskar aus.
Seit 2021 ist ADES in allen 22 Regionen Madagaskars aktiv. ADES unterhält 16 Standorte in Madagaskar und hat über ADES 250 Arbeitsplätze geschaffen (Stand Juni 2023).
Der Verein finanziert sich durch Spenden und Mitgliederbeiträge. Seit 2011 sind ADES Energiesparkocher von The Gold Standard zertifiziert und ermöglichen ADES durch den Verkauf von CO2-Zertifikaten ein weiteres finanzielles Standbein. Im Jahr 2021 stammten 53 Prozent aus dem Zertifikateverkauf.

## Auszeichnungen
- 2007 erhielten ADES und die ADES Gründerin den Schweizer Solarpreis in der Kategorie Persönlichkeiten/Institutionen.[10]
- 2007 wurde ADES Gründerin Regula Ochsner mit dem internationalen Umweltpreis «Trophée de Femmes» ausgezeichnet.[11]
- 2008 zeichnete die Zuger Doron Stiftung ADES mit dem 1. Preis aus.[12]
- 2010 wurde Regula Ochsner mit Preis der Stiftung Dr. J. E. Brandenberger als herausragende Schweizer Persönlichkeit ausgezeichnet.
- 2021 ADES wird von der Public Interest Registry in den USA zur Siegerin der Kategorie Overcoming Climate Change und mit dem Hauptpreis .Org of the Year 2021 ausgezeichnet.[13]
- 2023 ADES wird an der University of Pennsylvania als Gewinnerorganisation mit dem Lipman Family Prize ausgezeichnet.[14]